# Gournay-le-Guérin
Gournay-le-Guérin è un comune francese di 158 abitanti situato nel dipartimento dell'Eure nella regione della Normandia.

## Società

### Evoluzione demografica
Abitanti censiti